# 中央广播电视总台农业农村节目中心
中央广播电视总台农业农村节目中心，简称总台农业农村节目中心，是中央广播电视总台内设机构。

## 沿革
1955年4月，中央人民广播电台开办《对农村广播》节目，至1959年4月停办，这是中华人民共和国首个专业对农广播节目。1959年5月，央广《农村有线广播站联播》节目启播，至1960年11月停播。1963年11月，根据国务院总理周恩来指示，央广开办《农业科学技术》节目。1965年8月，中央人民广播电台成立中央人民广播电台农村部，负责对农广播工作。央广农村部于1966年恢复社教节目《对农村广播》，并新增文艺节目《农村俱乐部》，均在中央人民广播电台第一套节目播出。改革开放后，《对农村广播》成为央广唯一一个农业广播节目，该节目于1999年更名为《今日农村》、2004年再改名为《中国农村报道》，2008年更名《城乡纪实》，同年停播。2012年9月26日，中央人民广播电台正式开办中国乡村之声频率，由中央人民广播电台社教节目中心承制，这是中国大陆第一套全国性对农广播频率。
1978年5月1日，北京电视台更名为中国中央电视台，建台初期央视农业节目内容制播任务由中国中央电视台社教部承担。1993年，中央电视台经济·生活·服务频道播出《经济半小时》子栏目《金土地》。1996年7月1日，《金土地》成为独立栏目，这是中央电视台第一个自办农业节目。1995年11月30日，中国中央电视台少儿·军事·农业·科技频道（老CCTV-7）开播，随后相继改名为少儿·军事·农业频道和军事·农业频道，在此期间的农业节目均由农业农村部（原农业部）所属的中国农业电影电视中心制作。2019年8月1日，中国中央电视台农业农村频道试播，该频道继承原中国中央电视台军事·农业频道的频谱资源；同年9月23日，央视农业农村频道正式开播。
2019年6月，根据中央广播电视总台党组《关于成立中央广播电视总台农业农村节目中心的决定》，决定整合原中国中央电视台、中央人民广播电台的部分制播资源，设立中央广播电视总台农业农村节目中心，作为总台内设机构，负责统筹中国中央电视台农业农村频道、中央人民广播电台中国乡村之声采编、制作、播出工作。中国农业电影电视中心不再专门使用“CCTV-7农业节目”呼号，改为中央广电总台农业农村节目中心合作制播机构之一。2019年11月9日，中央广播电视总台农业农村节目中心举行成立大会，正式宣告成立。

## 机构设置
根据《关于成立中央广播电视总台农业农村节目中心的决定》等有关规定，中央广播电视总台农业农村节目中心设置下列机构：

### 内设机构
- 综合部
- 统筹策划部
- 电视节目编辑部
- 广播节目部
- 融媒体部
- 新闻部
- 合作节目部
- 专题节目部
- 文艺节目部
- 社会交流部
- 项目部

## 主管频道（频率）
- 中国中央电视台农业农村频道
- 中央人民广播电台中国乡村之声

## 历任领导
中央广播电视总台农业农村节目中心筹备组召集人
- 张国飞（2019年6月－2019年11月）[9]

中央广播电视总台农业农村节目中心副主任
- 张国飞（2019年11月-2021年12月）
- 王晓斌（2021年12月-至今）